# Френцель, Карл
Карл Вильгельм Теодор Френцель (нем. Karl Frenzel; 6 декабря 1827, Берлин — 10 июня 1914, там же) — немецкий прозаик, эссеист, критик, философ. Доктор наук.

## Биография
Сын помещика. В 1849—1853 годах изучал филологию, философию и историю в Берлинском университете. Получил докторскую степень. Работал преподавателем в школах Доротеенштадта.
Одновременно печатался в разных журналах; до 1850 года — под псевдонимом Карл Фрей в «Berliner Figaro» публиковал стихи. С 1853 года его кумиром был Карл Гуцков, которого он почитал как универсального писателя и первоклассного критика, стал членом литературного движения «Молодая Германия».
С 1861 г. трудился в редакции берлинской «National Zeitung» как фельетонист и театральный критик.
К. Френцель был одним из основателей Берлинского общества прессы, видным членом берлинского отделения Германского фонда Шиллера и популярным оратором на различных культурных мероприятиях.

## Творчество
За его остроумными и живыми историческими очерками: «Dichter und Frauen» (Ганновер, 1859—1866) и «Büsten und Bilder» (ib., 1864) последовали: «Neue Studien» (Б., 1868), «Deutsche Kämpfe» (Ганновер, 1873) и «Renaissence und Rokoko» (Б., 1878). В 1877 г. вышли в Ганновере отдельным изданием его критические статьи о немецком театре под заглавием: «Berliner Dramaturgie».
Известность К. Френцеля основана, главным образом, на его романах. Сначала появились его современные романы «Melusine» (Бреслау, 1860), «Vanitas» (ib., 1861) и «Die drei Grazien», а за ними последовал целый ряд исторических романов и новелл из времен второй половины XVIII века, так называемой эпохи просвещения и французской образованности. Сюда относятся «Papst Ganganelli» (Берлин, 1864), «Watteau» (Ганновер, 1864), «Charlotte Corday» (ib., 1864), «Freier Boden» (ib., 1868), «La Pucelle» (ib., 1871), «Lucifer» (роман из времен Наполеона, Лейпциг, 1873).
Из других его беллетристических произведений можно назвать: «Auf heimischer Erde» (Б., 1866), «Deutsche Fahrten» (ib., 1868), «Im goldenen Zeitalter», «Geheimnisse» и «Lebensrätsel»; романы: «Frau Venus», «Die Geschwister» и «Nach der ersten Liebe»; рассказы «Das Abenteuer», «Chambord», «Zwei Novdellen», «Der Hausfreund», «Neue Novellen», «Des Lebens Ueberdruss», «Dunst», «Schönheit», «Wahrheit», «Frauenrecht».
Полное собрание его сочинений появилось в Лейпциге в 1890 г.

## Избранные афоризмы
- Жизнь не является ни мучением, ни прекрасной мечтой, это не что иное, как работа, трудная и порой очень неприятная работа.
- Научитесь сражаться, сражаться порой поражая мир и себя! В этом и заключается свобода и добродетель.[2]